# Apomys banahao
Apomys banahao — лісова миша, ендемічна для району гори Банахао на Філіппінах. Зустрічається в моховому лісі. Цей вид веде нічний і наземний спосіб життя, споживаючи дощових черв'яків, інших безхребетних і, ймовірно, насіння.